# Invader – Besuch aus dem All
Invader – Besuch aus dem All (Originaltitel Invader, auch als Lifeform bekannt) ist ein Science-Fiction-Horrorfilm mit Ryan Phillippe aus dem Jahr 1996.

## Handlung
Die Marssonde der NASA Viking-2 kehrt entgegen der Planung auf die Erde zurück. Sie wird in der Wüste geborgen. Als die Sonde von den Wissenschaftlern Dr. Case Montgomery und Dr. Gracia Scott untersucht wird, wird an Bord eine kleine außerirdische Lebensform entdeckt, die mutmaßlich die Sonde zur Rückkehr bewegte. Das Wesen flüchtet und versteckt sich im Gebäude. Die US-Army-Soldaten versuchen, das Wesen zu töten, doch es entkommt immer wieder und wird größer. Gleichzeitig tötet es mehrere Soldaten. Als sich das Wesen der Wissenschaftlerin Dr. Scott nähert, wird es sofort erschossen. Nach einer Autopsie findet man ein Ei im Innern des töten Körpers. Aus diesem entwickelt sich ein weiteres Wesen, welches aus der Station flüchten kann, doch dieses wird sofort mit Atomwaffen vernichtet. Auf dem Boden jedoch erkennt man ein übriggebliebenes Ei. 

## Sonstiges
Die Produzenten Showcase Entertainment und Stargate Entertainment mussten aufgrund der finanziellen Probleme auf das ursprünglich vorgesehene Ende verzichten.